# Ян Сэнь
Ян Сэнь (кит. трад. 楊森, пиньинь Yáng Sēn; 1884 или 1887 год — 15 мая 1977) — китайский военный и политический деятель. Полководец и военный губернатор провинции Сычуань и Гуйчжоу. Ян Сэнь фактически был независимым полевым командиром, но был лоялен Чану Кайши и его гоминьдановскому правительству, в частности, во время Второй японо-китайской войны. После поражения Гоминьдана в Китайской гражданской войне бежал на Тайвань. 
Ян Сэнь имел множество жён, наложниц и детей. Также он был известен как даос. Он опубликовал книгу «Хроника жизни 250-летнего долгожителя» о сверхдолгожителе Ли Цинъюне, который, по неподтверждённым сведениям, прожил 256 лет.

## Биография и карьера
Ян Сэнь родился в Гуанъани в провинции Сычуань в 1884, или, по другим данным, в 1887 году. Он родился в богатой помещичьей семье, и хотя многие в ней были так или иначе связаны с военным делом, его отец отправил его в частную школу и надеялся, что его сын пойдёт на государственную службу. Однако Ян Сэнь проявлял больший интерес к военному делу и в результате отец разрешил ему поступить в Сычуаньскую армейскую школу, откуда он выпустился в 1906 году.
После этого Ян Сэнь поступил в Сычуаньскую военную академию, откуда выпустился в 1910 году и стал командиром взвода в 65-м полку Сычуаньской армии. Примерно тогда же он вступил в Тунмэнхой и поддержал Синьхайскую революцию в 1911 году. В 1915 году, когда Юань Шикай, изначально бывший президентом Китайской Республики, провозгласил себя императором, Ян Сэнь отправился в Юньнань и выступил против него в Войне в защиту республики на стороне Цай Э.
В Сычуани с 1916 года шла гражданская война. Заручившись поддержкой У Пэйфу, в 1923 году Ян Сэнь на время получил контроль над провинцией. Однако, уже в 1924 году позиции У Пэйфу ослабли, и этим быстро воспользовались противники Ян Сэня. Он вернулся в Сычуань только в 1926 году, снова с помощью У Пэйфу, и стал губернатором провинции.
Будучи у власти в Сычуани, Ян Сэнь начал масштабную модернизацию провинции, отсталой по меркам Китая того времени, и, в частности, города Чэнду — он развивал промышленность, расширял городские улицы, занимался образованием населения и многими другими проектами. Кроме того, он каждый день принимал граждан.
В том же году Ян Сэнь присоединился к националистам в их Северном походе. Во время Второй японо-китайской войны был главнокомандующим 9-го военного округа (1938–1944).
После войны был губернатором Гуйчжоу (1945–1947), а потом мэром Чунцина (1948–1949).

## Отношения с Ли Цинъюнем
Ян Сэнь лично знал даосского мастера и сверхдолгожителя Ли Цинъюня и был его учеником. По заверениям современников, Ли Цинъюнь родился в 1677 или 1736 году, а умер в 1933 — что, впрочем, не подтверждено документально. 
В 1927 Ян Сэнь пригласил его в резиденцию в Ваньчжоу, где сделал его фотографию с корнем в руке. 
После смерти своего учителя Ян Сэнь написал книгу «Хроника жизни 250-летнего долгожителя», в котором он, в частности, описал внешность Ли Цинъюня: 
«У него хорошее зрение и живая походка; рост Ли — семь футов. У него очень длинные ногти и румяный цвет лица.»